# Маунт-Пикапин
Маунт-Пикапин (англ. Mount Pikapene) — национальный парк в Новом Южном Уэльсе в Австралии Расположен в 560 километрах к северу от города Сидней. Площадь — 26,3 км². Основан 1 января 1999 года Службой национальных парков и дикой природы штата Новый Южный Уэльс. Количество посетителей около 654 тысяч человек (по данным на 2005 год).